# Periyanaickenpalayam
Periyanaickenpalayam (o Periyanayakkanpalaiyam, Periyanaikanpalayam) è una suddivisione dell'India, classificata come town panchayat, di 22.921 abitanti, situata nel distretto di Coimbatore, nello stato federato del Tamil Nadu. In base al numero di abitanti la città rientra nella classe III (da 20.000 a 49.999 persone).

## Geografia fisica
La città è situata a 11° 9' 0 N e 76° 55' 60 E e ha un'altitudine di 442 m s.l.m..

## Società

### Evoluzione demografica
Al censimento del 2001 la popolazione di Periyanaickenpalayam assommava a 22.921 persone, delle quali 11.956 maschi e 10.965 femmine. I bambini di età inferiore o uguale ai sei anni assommavano a 1.964, dei quali 1.029 maschi e 935 femmine. Infine, coloro che erano in grado di saper almeno leggere e scrivere erano 18.113, dei quali 10.101 maschi e 8.012 femmine.